# Open Library of Humanities
Die Open Library of Humanities (OLH) ist ein gemeinnütziger Verlag, der im Rahmen eines Diamond-Open-Access-Modells geistes- und sozialwissenschaftliche Zeitschriften veröffentlicht. Der Verlag wird von Martin Paul Eve und Caroline Edwards geleitet. Die Open Library of Humanities ist zugleich ein Megajournal, das ursprünglich in der Public Library of Science entwickelt wurde, mit dieser aber nicht weiter verbunden ist.

## Geschichte
Die Basisfinanzierung der Open Library of Humanities stammt von der Andrew W. Mellon Foundation, die laufenden Kosten werden durch ein Library Partnership Subsidy Model gedeckt. Der Open Library stehen mehrere beratende Ausschüsse zur Seite wie beispielsweise das Academic Steering & Advocacy Committee, dem der Mitbegründer von PLOS Michael Eisen,Jean-Claude Guédon, Professor an der Universität Montreal und die Leiterin für Wissenschaftliche Kommunikation der Modern Language Association, Kathleen Fitzpatrick angehören. Es gibt einen Ausschuss für Internationalisierung. Dem Ausschussmitglied Francisco Osorio zufolge kann das Open Access Modell der Open Library of Humanities insbesondere auch solchen Forschern helfen, die in anderen Sprachen als in Englisch publizieren wollen.
Ursprünglich sollte OLH auf der Basis von Open Journal Systems laufen. 2017 begann OLH jedoch, eine neue Plattform namens Janeway zu errichten. Zurzeit (2020) werden der Teil der Homepage für die Presse und die Online-Zeitschrift Orbit auf dieser neuen Plattform gehostet. Die University of Lincoln bietet in Partnerschaft mit dem Public Knowledge Project einen mit einem Stipendium finanzierten Studienplatz (zum Erwerb des M. Sc.) für Forschungsarbeiten auf dem Gebiet der Informationstechnologie an, der dazu dienen soll, ein XML-Setzwerkzeug zu entwickeln, wie es von der Open Library of Humanities geplant wird. Im November 2013 wurde angekündigt, dass das Public Knowledge Project die Entwicklung des Schriftsatztools finanzieren wird. Es trägt jetzt den Namen meTypeset.
Das Publikations-Modell der OLH beruht auf Unterstützung durch eine Anzahl internationaler Bibliotheken, was die OLH der Notwendigkeit enthebt, Druckkostenzuschüsse von den Autoren zu verlangen.
Das Projekt wurde am 28. September 2015 gestartet.